# Ông Mỹ Linh
Ông Mỹ Linh (1959-1985) là nữ diễn viên người Hồng Kông nổi tiếng trên toàn thế giới thập niên 1980 với vai Hoàng Dung trong phim truyền hình Anh hùng xạ điêu năm 1983. Cô được biết đến với cái tên "Mãi mãi Hoàng Dung".

## Tiểu sử
Cha ruột của Ông Mỹ Linh là một nhân viên hải quan, gia cảnh rất sung túc. Từ nhỏ, Ông Mỹ Linh được cha mẹ yêu thương, chiều chuộng và đã bộc lộ khả năng biểu diễn bẩm sinh của mình. Năm Ông Mỹ Linh lên 7, cha cô qua đời. Khi đó, Ông Mỹ Linh không được bên nội thừa nhận vì cô là con vợ lẽ nên không được thừa kế bất cứ tài sản nào của cha. Đó là khoảng thời gian hai mẹ con cô xoay xở hết sức khó khăn và phải nương nhờ cậu ruột.
Năm 1975, Ông Mỹ Linh sang Anh sinh sống cùng gia đình ở gần Luân Đôn. Sau đó, cả nhà định cư tại Histon, một ngôi làng nhỏ ở Cambridge. Tại đây gia đình cô và bạn bè người thân đã cùng mở một cửa hàng nhỏ bán cá và khoai tây chiên, Ông Mỹ Linh cũng phụ giúp gia đình vào các ngày nghỉ cuối tuần và làm hết mọi việc trong nhà.
Ông Mỹ Linh học hết bậc Tiểu học và một vài năm học phổ thông tại trường Quốc tế Rosaryhill, Hồng Kông. Và tiếp tục theo học chương trình A level tại một trường cấp 2 ở Cambridge. Và được nhận vào chương trình A Level 2 năm tại Học viện Cambridge. Ông Mỹ Linh Tốt nghiệp cử nhân.tốt nghiệp ngành thiết kế vải tại Trường Nghệ thuật và Thiết kế Saint Martins. Cô cũng từng theo học lớp Diễn xuất của TVB trong vòng 4 năm (TVB K100 Feature Interview, 1985).

## Sự nghiệp
Năm 1980, Ông Mỹ Linh giành giải Á hậu 2 tại cuộc thi Hoa hậu Hoa Kiều tại Anh Quốc. Sau đó trở về Hồng Kông tham dự cuộc thi Hoa hậu Hồng Kông 1982. Nhưng do thân hình nhỏ bé, Ông Mỹ Linh chỉ đứng hàng thứ tám. Nhờ có vốn tiếng Anh lưu loát và khả năng giao tiếp tốt Ông Mỹ Linh đã được Đài TVB tuyển dụng. Cô đã ký hợp đồng 2 năm làm MC cho đài truyền hình này.
Tháng 9 năm 1982, TVB tổ chức thử vai Hoàng Dung cho phim Anh hùng xạ điêu, lúc đó Ông Mỹ Linh đang tham gia "Thập tam muội" cũng đến thử vai. Cuối cùng Ông Mỹ Linh đã vượt qua 3000 người đăng ký thử vai để đảm nhận vai diễn này, Ngoài ra còn có phiên bản "Anh hùng xạ điêu (phim truyền hình 1983), đạt rating cao ngất ngưởng là 99% tại Hồng Kông vào năm đó và được coi là tác phẩm kinh điển không thể vượt qua trong lịch sử Hồng Kông. Nam diễn viên chính Huỳnh Nhật Hoa không chỉ được mệnh danh là Quách Tĩnh kinh điển nhất trong lịch sử mà diễn xuất của nữ chính Ông Mỹ Linh cũng được người hâm mộ ví như "sẽ không còn Hoàng Dung sau Ông Mỹ Linh", được khen ngợi hết lời. Và sau khi Ông Mỹ Linh qua đời ở tuổi 26, hình bóng của cô chỉ còn lại trong vở kịch, Bộ phim là một trong mười bộ phim truyền hình được đánh giá cao nhất trên thế giới trên đài TVB và được chọn là một trong mười bộ phim truyền hình kinh điển nhất ở Trung Quốc đại lục.
Năm 1983-1984, đang trên đỉnh cao danh vọng, Hai năm liền 1983 -1984, Ông Mỹ Linh đều có tên trong danh sách 10 ngôi sao truyền hình được yêu thích nhất. Cô còn được nữ diễn viên Lý Hương Cầm nhận làm con nuôi.
Năm 1984, Ông Mỹ Linh với Miêu Kiều Vĩ
làm việc cùng nhau trong bộ phim "Thiên Sư Kỳ Môn  (The Fearless Duo)" trở thành quán quân xếp hạng phim truyền hình của năm ở Hồng Kông và trở thành cặp đôi được yêu thích lúc bấy giờ. và Sở Lưu Hương và Tuổi mới lớn (vai Tăng Tiểu Tịnh) cũng thành công vang dội khắp châu Á, cho thấy cô ấy nổi tiếng như thế nào vào thời điểm đó.

## Đời tư
Thời gian sống ở Anh, Ông Mỹ Linh từng yêu một người Hà Lan nhưng không được gia đình chấp thuận nên đành chia tay và trở về Hồng Kông tham gia thi hoa hậu. Tham gia phim "Thập tam muội", cô đã quen và yêu bạn diễn Thang Chấn Nghiệp. Khi quay phim, Ông Mỹ Linh luôn nấu canh mang đến phim trường cho các bạn diễn, dần dần, món canh của cô đã trở thành món dành riêng cho Thang Chấn Nghiệp.
Khi đóng phim "'Anh hùng xạ điêu", Ông Mỹ Linh đã bất cẩn bị thương. Thang Chấn Nghiệp đã ngày đêm chăm sóc. Sau khi phim công chiếu thành công, Ông Mỹ Linh trở nên nổi tiếng. Trong năm đó, cô cùng các ngôi sao khác sang châu Âu quảng bá. Sau khi trở về, cô đã xác định mối quan hệ tình cảm giữa mình và Thang Chấn Nghiệp vào năm 1982. Tháng 6 năm 1983, Ông Mỹ Linh và Huỳnh Nhật Hoa đã được chào đón nồng nhiệt khi đến Anh, Pháp, Hà Lan... Đây cũng chính là khoảng thời gian hạnh phúc của cô và Thang Chấn Nghiệp.
Tháng 5 - 1984, Thang Chấn Nghiệp từ chối chụp chung với Ông Mỹ Linh tại phi trường khi tiễn cô và Miêu Kiều Vỹ sang Singapore. Khi đó, Ông Mỹ Linh đã có ý muốn kết hôn nhưng Thang Chấn Nghiệp lại chần chừ do sự nghiệp vẫn chưa vững chắc. Tiếng tăm của Ông Mỹ Linh càng nổi thì tình cảm của Thang Chấn Nghiệp dành cho cô càng lạnh nhạt. Còn Ông Mỹ Linh thì không hề thay đổi vì thế cô rơi vào tình trạng đau khổ, thường đến các sàn nhảy.
Đầu năm 1985, Thang Chấn Nghiệp đến Đài Loan quay phim. Trong thời gian này có tin đồn Thang Chấn Nghiệp hẹn hò với nữ diễn viên Ngô Quân Như, Ông Mỹ Linh đã có ý định tự sát. Cô uống một lần 4 viên thuốc ngủ nhưng sau đó lại hối hận và gọi điện cho bác sĩ. Lần khác, cô mở bếp gas muốn hơi gas xóa hết mọi buồn khổ của mình nhưng may bạn cô đến chơi nên đã ngăn cản kịp thời.

### Tự sát
Tối hôm trước ngày ra đi, Ông Mỹ Linh về nhà một mình, gọi điện thoại cho Thang Trấn Nghiệp nhưng không có tín hiệu trả lời. Ông Mỹ Linh đã để lại tin nhắn: "nếu không gọi lại sẽ không có cơ hội nghe tiếng nói của cô lần nữa". Từ những hiểu lầm cùng sự thêu dệt của báo chí về người thứ ba dẫn đến nỗi thất vọng và rạn nứt tình cảm giữa Thang Trấn Nghiệp và Ông Mỹ Linh, ngày 14 tháng 5 năm 1985, Ông Mỹ Linh tự tử tại nhà riêng bằng hơi gas. Khi từ giã cõi đời, Ông Mỹ Linh mặc trên người bộ áo ngủ màu hồng, trên nhật ký của cô còn một câu: Darling I love you.

## Danh sách phim

### Phim truyền hình
- 1982: Thập tam muội (vai Hương cách cách)
- 1982: Anh hùng xạ điêu (vai Hoàng Dung)
- 1983: Khó vừa lòng người (vai Đổng Bội Văn)
- 1984: Trận chiến Huyền Võ Môn (vai Tần Tích Tích)
- 1984: thiên sứ kỳ môn  (vai Lâm Sở Yến)
- 1984: Nộ Hải cuồng Long (vai Hà Đạo Uẩn và Lâm Bội Anh)
- 1984: Sở Lưu Hương và Người dơi (vai Tang Tiểu Tịnh)
- 1985: Đường đời muôn vạn nẻo (vai Tạ Bích Hoa)
- 1985: Hán sở tranh hùng (vai Ngọc Điệp Nhi)

### Phim điện ảnh
- 1983: Ngông cuồng